# کرول شلبی
کرول شلبی (انگلیسی: Carroll Shelby; ۱۱ ژانویهٔ ۱۹۲۳ – ۱۰ مهٔ ۲۰۱۲) یک مهندس خودرو، راننده مسابقات اتومبیل‌رانی و نویسنده اهل ایالات متحده آمریکا بود. شهرت او بیشتر به سبب ارتباطش با پروژه‌های کوبرا و موستانگ (که بعداً با نام شلبی موستانگ شناخته شد) شرکت فورد موتور در اواخر دهه ۱۹۶۰ تا اوایل ۲۰۰۰ است. فیلمی دربارهٔ این فرد به نام فورد در برابر فراری در سال ۲۰۱۹ ساخته شد. ضمناً او دوست صمیمی کن مایلز بود.